# Lonchodidae
Lonchodidae è una famiglia di insetti stecco, con più di 150 generi e 1.000 specie descritte.
Le sottofamiglie Necrosciinae e Lonchodinae, precedentemente parte dei Diapheromeridae, sono state determinate come famiglie separate e sono state trasferite alla famiglia ristabilita Lonchodidae nel 2018.

## Sottofamiglie e tribù
- Lonchodinae Brunner von Wattenwyl, 1893
  - tribe Eurycanthini Brunner von Wattenwyl, 1893
  - tribe Lonchodini Brunner von Wattenwyl, 1893
  - tribe not determined
    - genus Megalophasma Bi, 1995
    - genus Papuacocelus Hennemann & Conle, 2006
- Necrosciinae Brunner von Wattenwyl, 1893
  - tribù Necrosciini Brunner von Wattenwyl, 1893